# Rouble transcaucasien
Le rouble transcaucasien (en russe: рубль, en arménien: ռուբլի), manat (en azéri: منات) ou maneti (en géorgien: მანეთი) est une monnaie utilisée dans le Caucase, notamment dans les régions de la Transcaucasie, vers le début du XXe siècle. Ce rouble a été introduit pour régir les affaires monétaires dans les territoires sous administration de l'Empire russe, comprenant            l'Arménie, la Géorgie et l'Azerbaïdjan, avant leur indépendance et l'intégration au sein de l'Union soviétique.

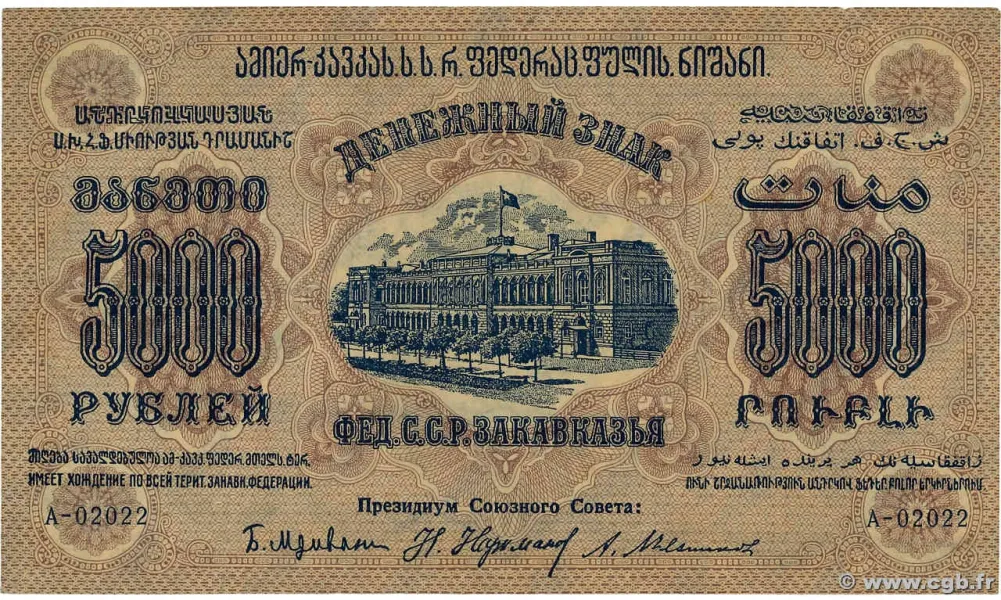
Billet de 5000 roubles transcaucasiens.

## Historique et Contexte
À la fin du XIXe siècle, l'Empire russe avait intégré une grande partie de la région du Caucase, et plusieurs réformes économiques furent mises en place pour centraliser l'administration et harmoniser le système financier dans ces territoires périphériques. La monnaie utilisée jusqu'à cette époque était le rouble russe classique, mais pour répondre aux spécificités de la région, une version locale de la monnaie fut introduite sous le nom de rouble transcaucasien. Cette monnaie était utilisée dans la région des pays membres de la République fédérative démocratique de Transcaucasie (RFDT), l’Arménie, la Géorgie et l’Azerbaïdjan.
Le rouble transcaucasien a été émis de 1917 à 1918, puis de 1923 à 1924 par les autorités du Gouvernement de la Transcaucasie, dans un contexte de forte instabilité politique, le renversement du gouvernement tsariste par les bolcheviks, et des révolutions russe. La décision d’émettre une monnaie propre fut également en réponse aux difficultés d’approvisionnement et de circulation des billets et pièces russes dans les provinces éloignées du centre de l’Empire.

## Caractéristiques
Le rouble transcaucasien était subdivisé en cent kopecks (comme le rouble russe classique), des billets furent émis par les autorités locales durant des périodes limitées. Sur le plan de l’apparence, les billets émis portaient des inscriptions en russe et dans les langues des différentes républiques de la région, telles que l'arménien, le géorgien et l'azéri en fonction des besoins de communication avec les populations locales. Ces billets mettaient en avant des éléments de la culture et de l’histoire locales, avec des motifs représentant des monuments ou des paysages emblématiques de la région du Caucase.

## Première période
La première période du rouble transcaucasien commence en 1917, au moment de l’effondrement de l’Empire russe à la suite de la Révolution d’Octobre. Dans ce contexte de grande instabilité, les autorités de la Transcaucasie, décidèrent d’émettre leur propre monnaie pour répondre aux besoins économiques locaux et pallier la pénurie de billets russes. La monnaie a connu une période de stabilité, avec une dénomination allant de 1 à 250 roubles:
| 1 rouble    |
| 3 roubles   |
| 5 roubles   |
| 10 roubles  |
| 50 roubles  |
| 100 roubles |
| 250 roubles |

Drapeau de la Fédération transcaucasienne

Cette période de circulation se termina en fin mai 1918, lorsque la Première République d'Arménie, la République démocratique de Géorgie et la République démocratique d'Azerbaïdjan commencèrent à faire circuler des monnaies nationales distinctes dans la région durant plus de 3 ans, de 1919 à 1922.

## Seconde période
La seconde période du rouble transcaucasien débute en 1923, lorsque les républiques indépendantes du Caucase durent faire face à une situation économique de plus en plus difficile. La guerre civile russe, les conflits internes dans les républiques du Caucase et les tensions avec les forces bolchéviques ont conduit à une hyperinflation et à une dévaluation rapide de la monnaie passant à une dénomination comprise  entre 1000 et 10 milliards de roubles:
| 1,000 roubles (1923)          |
| 5,000 roubles (1923)          |
| 10,000 roubles (1923)         |
| 25,000 roubles (1923)         |
| 50,000 roubles (1923)         |
| 100,000 roubles (1923)        |
| 250,000 roubles (1923)        |
| 500,000 roubles (1923)        |
| 1,000,000 roubles (1923)      |
| 5,000,000 roubles (1923)      |
| 10,000,000 roubles (1923)     |
| 25,000,000 roubles (1924)     |
| 50,000,000 roubles (1924)     |
| 75,000,000 roubles (1924)     |
| 100,000,000 roubles (1924)    |
| 250,000,000 roubles (1924)    |
| 1,000,000,000 roubles (1924)  |
| 10,000,000,000 roubles (1924) |

Drapeau de la République socialiste fédérative soviétique de Transcaucasie (RSFST)

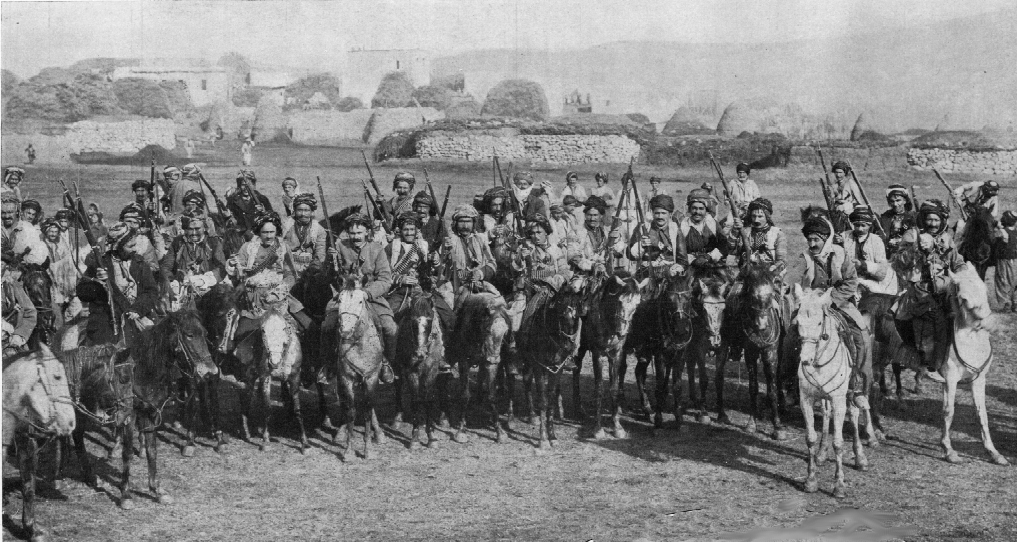
Campagne du Caucase.

Durant cette période, l'augmentation de l’émission de billets sans contrepartie réelle, couplée à l'absence de stabilité économique, politique, et à la mise en place d'un régime communiste, entraîna une perte de valeur du rouble transcaucasien. Les prix des biens et services augmentaient rapidement, et la monnaie perdit de plus en plus de sa valeur, notamment en raison de la fuite des capitaux et des échanges avec les autres zones monétaires.
Les suites de l'invasion soviétique marqua la fin de l’indépendance économique des républiques transcaucasiennes et la fin de la circulation du rouble transcaucasien vers avril 1924. Le rouble soviétique remplaça progressivement la monnaie locale dans les trois républiques.

## Héritage
Le rouble transcaucasien est désormais une monnaie de collection, recherchée par les numismates pour sa rareté et son intérêt historique. Bien qu’il n’ait circulé que pendant une période relativement courte, il représente un symbole de l’indépendance momentanée des républiques transcaucasiennes avant leur incorporation dans l’Union soviétique.

## Sources
1. https://hobbykeeper.com/articles/transcaucasian-ruble
2. http://fox-notes.ru/img_rus/k8_8_fssrs.htm